# Celeste Olalquiaga
Celeste Olalquiaga es una académica independiente venezolana. Es la autora de The Artificial Kingdom: A Treasury of the Kitsch Experience (1999) y Megalopolis: Contemporary Cultural Sensibilities. En 1994 recibió una beca de la Fundación Rockefeller, y en 1996 recibió una Beca Guggenheim. Escribe la columna "Object Lesson" para la publicación Cabinet.

## Obras
- The Artificial Kingdom: A Treasury of the Kitsch Experience (1999)
- Megalopolis: Contemporary Cultural Sensibilities